# Arphia pseudonietana
Arphia pseudonietana är en insektsart som först beskrevs av Thomas, C. 1870.  Arphia pseudonietana ingår i släktet Arphia och familjen gräshoppor. Inga underarter finns listade i Catalogue of Life.

## Bildgalleri

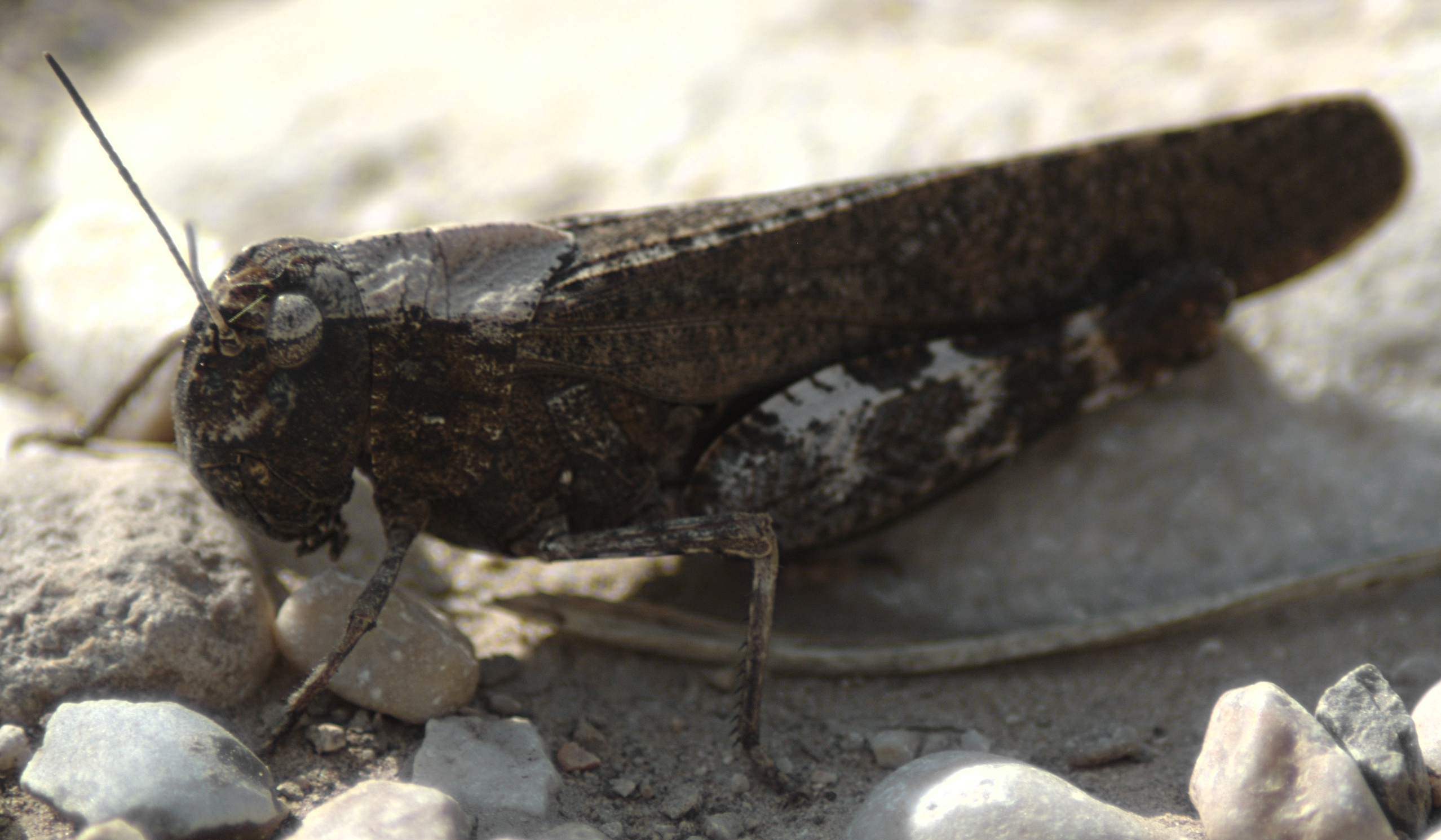
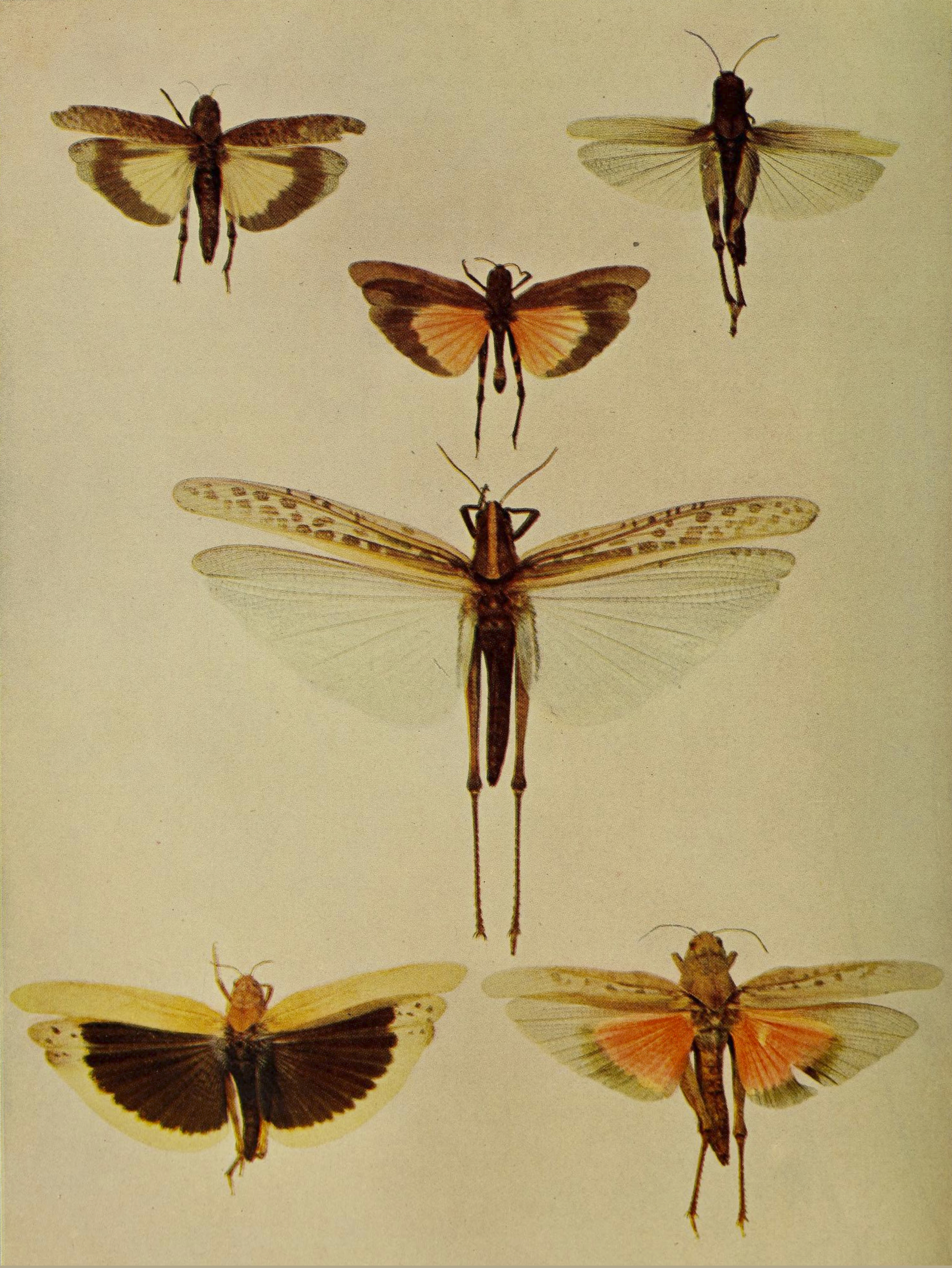